# Uloborus undulatus pallidior
Uloborus undulatus pallidior is een spinnenondersoort in de taxonomische indeling van de wielwebkaardespinnen (Uloboridae).
Het dier behoort tot het geslacht Uloborus. De wetenschappelijke naam van de soort werd voor het eerst geldig gepubliceerd in 1908 door Kulczynski.